# Ursula Welter (Kostümbildnerin)
Ursula „Uschi“ Welter (29. Juli 1946 – 29. Januar 2010) war eine deutsche Kostüm- und Szenenbildnerin.

## Leben
Ursula Welter malte bereits als kleines Mädchen Kostümentwürfe. In Kassel machte sie eine Schneiderlehre. Ende der 1960er Jahre zog sie nach Berlin und studierte Bühnen- und Kostümbild. Sie lebte in einer Wohngemeinschaft in der Wielandstraße, arbeitete an der Schaubühne am Halleschen Ufer und verkehrte im „Dschungel“ und SO36. Das Theater war ihre große Liebe, ihr bester Freund war Frank Herterich.
Bekannt wurde sie 1979 mit ihrer Arbeit am Film Schattengrenze vom Wolf Gremm. Anfang der 1980er Jahre zog sie nach München. Ihr Lieblingsregisseur wurde Jo Baier, für den sie 1996 bei der Produktion des Fernsehfilms Der schönste Tag im Leben arbeitete. Sie kleidete Schauspieler wie Monica Bleibtreu, Katharina Thalbach, Barbara Sukowa und Hannah Herzsprung ein.
Bereits schwer erkrankt erschien sie zu Eröffnungen und Premieren ihrer Freunde. Auf ihren Wunsch beendete sie ihren Krankenhausaufenthalt und starb zu Hause am 29. Januar 2010. Postum wurde Uschi Welter im April 2010 für den Deutschen Filmpreis nominiert.

## Filmografie
Szenenbild
- 1975: Krawatten für Olympia

Kostüme
- 1978: Kalte Heimat
- 1978: Sachrang
- 1979: Schattengrenze
- 1981: Don Quichottes Kinder
- 1981: Nach Mitternacht
- 1983: Die flambierte Frau
- 1988: Pizza-Express
- 1991: Superstau
- 1991: Für immer jung
- 1991: Meine Tochter gehört mir
- 1992: Gudrun
- 1993: Mr. Bluesman
- 1993: Todesreigen
- 1994: Tödliches Netz
- 1995: Man(n) sucht Frau
- 1996: Der schönste Tag im Leben
- 1996: Greenhorn
- 1998: Der Laden (Dreiteiler)
- 1999: Long Hello and Short Goodbye
- 2000: Harte Jungs
- 2000: Schule
- 2002: Was ist bloß mit meinen Männern los?
- 2002: Polizeiruf 110 – Silikon Walli
- 2002: Pommery und Putenbrust
- 2003: Das Wunder von Bern
- 2003: Die Klasse von ’99 – Schule war gestern, Leben ist jetzt
- 2004: Der Wunschbaum (Dreiteiler)
- 2004: Stauffenberg
- 2005: Einmal so wie ich will
- 2005: Schiller
- 2005: Pommery und Hochzeitstorte
- 2006: Pommery und Leichenschmaus
- 2006: Der Räuber Hotzenplotz
- 2006: Vater Undercover – Im Auftrag der Familie
- 2007: Die Sterneköchin
- 2007: Herr Bello
- 2008: Patchwork
- 2008: Liesl Karlstadt und Karl Valentin
- 2008: Mit einem Schlag
- 2008: Tatort – Häschen in der Grube
- 2009: Vision – Aus dem Leben der Hildegard von Bingen